# Escuela Preparatoria Westside (Houston)
La Escuela Preparatoria Westside (Westside High School), es una escuela preparatoria (high school) del oeste de Houston, Texas. Como parte del Distrito Escolar Independiente de Houston (HISD por sus siglas en inglés), Westside se abrió en 2000.

## Historia
En 2000 la preparatoria Westside se abrió, y la Escuela Preparatoria Lee (ahora la Escuela Preparatoria Margaret Long Wisdom) se perdió 1.000 estudiantes; muchos de ellos eran blancos y de clase media.

## Programa Outback

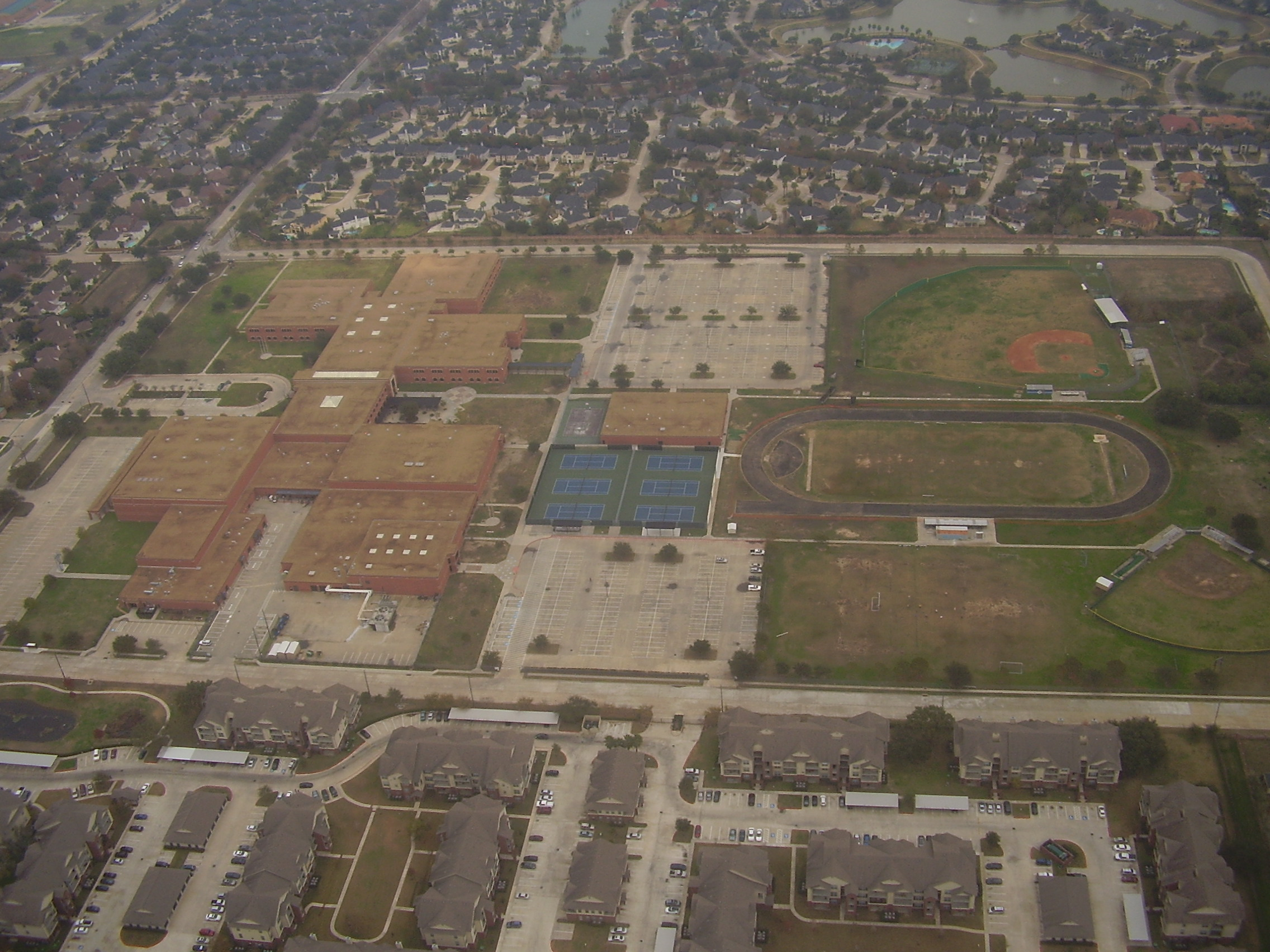
La preparatoria vista del aire

Tiene un restaurante Outback Steakhouse para su curso de espíritu empresarial, "Entrepreneur 101: Realizing the American Dream." utiliza un plan de estudios diseñado por la Texas Restaurant Association Education Foundation (TRAEF). Estudiantes de primer año (freshmen) hacen estudios. Estudiantes de segundo y tercer año (sophomores y juniors) gestionar el restaurante, con la asistencia de profesores y gerentes de restaurantes Outback. Desde 2003 la preparatoria tenía seis clases de espíritu empresarial, con 140 estudiantes en total.

## Programas después de la escuela
Westside tiene la Intertia Dance Company, un programa de baile después de la escuela.